# Anna Koty
Anna Koty, de son vrai nom Anna Baï Koty Dangnivo née le  1er janvier 1955 à Athiémé au Bénin, est une écrivaine béninoise et professeur certifié en lettre moderne, admise à la retraite en avril 2012.

## Biographie
Anna, née le  1er janvier 1955 à Assedji (Athiémé) au Bénin, est une écrivaine béninoise. Elle est également professeur en lettre moderne, admise à la retraite en avril 2012. Praticienne de la médecine traditionnelle, elle est titulaire d'une Maîtrise en Socio-Anthropologie.

## Prix
Lauréate du Grand Prix Littéraire du Bénin en 2019 dans la catégorie conte.

## Œuvres
- Le temple de la nuit profané: Œuvre collective sur les: violences faites aux femmes: Récits de vie, Star Editions, coll. « Plumes amazones », 2016 (ISBN 978-99919-2-490-8)

- Sitou et la rivière de la nudité: contes: suivi de Onoulé l'initié, Christon Éditions, 2016 (ISBN 978-99919-2-534-9)